# Pode Hole
Pode Hole – wieś w Anglii, w hrabstwie Lincolnshire, w dystrykcie South Holland. Leży 55 km na południowy wschód od Lincoln i 142 km na północ od Londynu.